# تكتل عبر الحدود

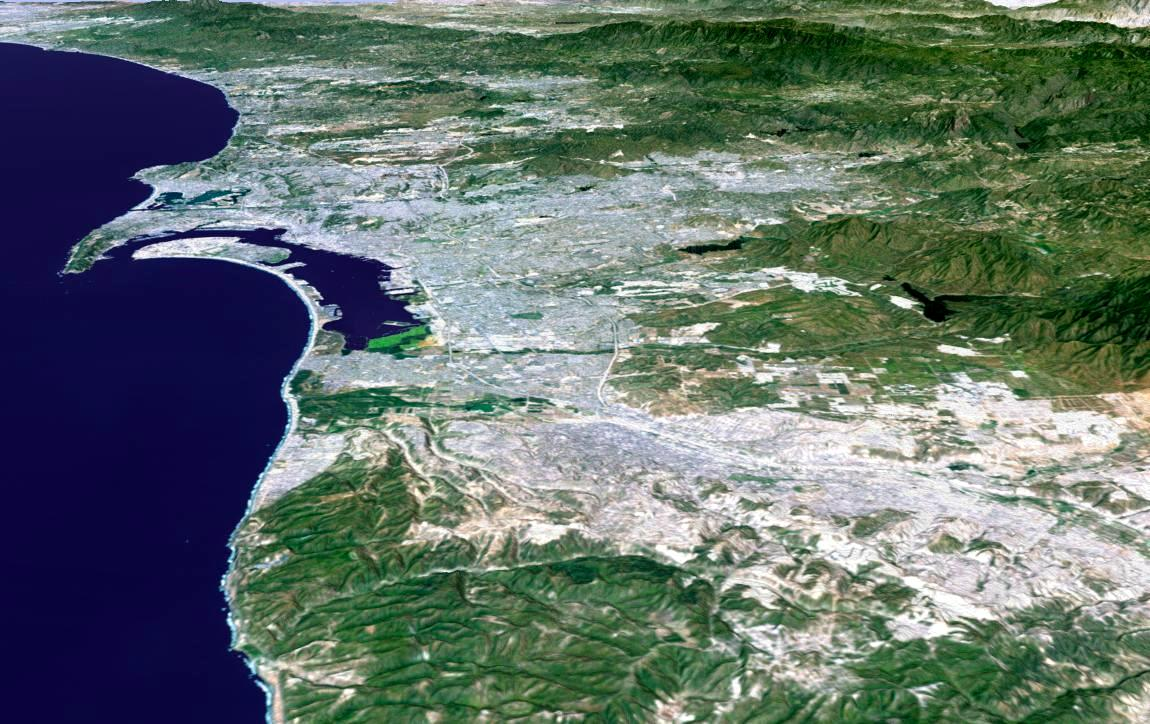

تكتل عبر الحدود هو تكتل أو تجمعات عابرة للحدود وتمتد إلى أقاليم أو بلدان أو دول متعددة.

## قائمة التجمعات العابرة للحدود

### أوروبا
| البلديات الرئيسية                                                                            | بلدان                             | إجمالي عدد السكان[بحاجة لمصدر] |
| -------------------------------------------------------------------------------------------- | --------------------------------- | ------------------------------ |
| بارله- هيرتوخ - بارله ناساو                                                                  | بلجيكا، هولندا                    | 9,262                          |
| بازل - Huningue - فايل آم راين (Regio TriRhena)                                              | سويسرا، فرنسا، ألمانيا            | 2,400,000                      |
| Bourg-Madame - بويغثيردا                                                                     | فرنسا، اسبانيا                    |                                |
| جيشن - تشيسكي تشين                                                                           | بولندا، الجمهورية التشيكية        |                                |
| كومو - كياسو                                                                                 | إيطاليا، سويسرا                   |                                |
| ساربروكن - فورباخ                                                                            | فرنسا، ألمانيا                    | 700,000                        |
| جنيف - أنيماس - فيرني-فولتير (أين) - نيون (مدينة) (France-Vaud-Geneva basin or Grand Genève) | سويسرا، فرنسا                     | 890,000 (2008)                 |
| غوريتسيا - نوفا جوريتسا                                                                      | إيطاليا، سلوفينيا                 |                                |
| غورليتس - زغورجيلتس                                                                          | ألمانيا، بولندا                   | 85,000                         |
| غوبن - Gubin                                                                                 | ألمانيا، بولندا                   | 35,000                         |
| أونداي - إرون                                                                                | فرنسا، اسبانيا                    |                                |
| آيفانغورود - نارفا                                                                           | روسيا، استونيا                    | 69,000                         |
| كومارنو - Komárom                                                                            | سلوفاكيا، المجر                   | 56,000                         |
| Le Perthus - Els Límits                                                                      | فرنسا، اسبانيا                    | 700                            |
| ليل (مدينة) - روبيه (مدينة) - توركوان - Mouscron - تورناي - كورتريك                          | فرنسا، بلجيكا                     | 1,850,000                      |
| Longwy - Aubange - Pétange                                                                   | فرنسا، بلجيكا , لوكسمبورغ         | 80,000                         |
| ستراسبورغ - كيهل                                                                             | فرنسا، ألمانيا                    | 700,000                        |
| كونستانس - كروزلينغن (سويسرا)                                                                | ألمانيا، سويسرا                   | 110,000                        |
| كيركراده - هرتسوغنرات                                                                        | هولندا، ألمانيا                   | 95,000                         |
| فرانكفورت (أودر) - سلوبيش                                                                    | ألمانيا، بولندا                   | 75,000                         |
| Haparanda - تورنيو                                                                           | السويد، فنلندا                    | 32,000                         |
| Pello - Pello                                                                                | السويد، فنلندا                    | 4,500                          |
| Karesuando - Karesuvanto                                                                     | السويد، فنلندا                    | 500                            |
| إيماترا - سفتوغورسك                                                                          | فنلندا، روسيا                     | 45,000                         |
| روسه - جورجيو                                                                                | بلغاريا، رومانيا                  | 250,000                        |
| Lifford - Strabane                                                                           | جمهورية أيرلندا، أيرلندا الشمالية | 18,500                         |
| فالكا - فالغا (إستونيا)                                                                      | لاتفيا، إستونيا                   | 20,000                         |
| شتتين                                                                                        | بولندا، ألمانيا                   | 763,321                        |
| Upper Silesian metropolitan area                                                             | التشيك، بولندا                    | 5,294,000                      |

### أمريكا الشمالية
| البلديات الرئيسية                                                                          | بلدان                     | إجمالي عدد السكان |
| ------------------------------------------------------------------------------------------ | ------------------------- | ----------------- |
| Metro Vancouver - Fraser Valley ‏ - مقاطعة واتكوم (واشنطن)                                  | الولايات المتحدة، كندا    | 3,050,000         |
| Detroit-Windsor                                                                            | الولايات المتحدة، كندا    | 5,700,000         |
| بورت هورون - سارنيا (أونتاريو)/بوينت إدوارد (أونتاريو)                                     | الولايات المتحدة، كندا    | 105,776           |
| إنترناشونال فولز - فورت فرانسيس (أونتاريو)                                                 | الولايات المتحدة، كندا    | 15,000            |
| بوفالو (نيويورك) - فورت إيري (أونتاريو) - نياجارا فولز (نيويورك) - نياجارا فولز (أونتاريو) | الولايات المتحدة، كندا    | 1,625,000         |
| سولت سانت ماري - سو ساينت ماري (أونتاريو)                                                  | الولايات المتحدة، كندا    |                   |
| سان دييغو-تيخوانا                                                                          | الولايات المتحدة، المكسيك | 5,105,769         |
| كاليكسيكو (كاليفورنيا) - مكسيكالي                                                          | الولايات المتحدة، المكسيك |                   |
| سان لويس (أريزونا) - San Luis Río Colorado                                                 | الولايات المتحدة، المكسيك |                   |
| Lukeville - Sonoyta                                                                        | الولايات المتحدة، المكسيك |                   |
| Sasabe - Sáric                                                                             | الولايات المتحدة، المكسيك |                   |
| نوغاليس - هيرويكا نوغاليس ‏                                                                 | الولايات المتحدة، المكسيك |                   |
| Naco - Naco                                                                                | الولايات المتحدة، المكسيك |                   |
| دوغلاس - اغوا بريتا ‏                                                                       | الولايات المتحدة، المكسيك |                   |
| El Paso–Juárez                                                                             | الولايات المتحدة، المكسيك | 2,500,000         |
| بريزيديو - محافظة أوهيناغا ‏                                                                | الولايات المتحدة، المكسيك |                   |
| ديل ريو - سيوداد اكونا                                                                     | الولايات المتحدة، المكسيك |                   |
| إيغل باس - بيدراس نيغراس                                                                   | الولايات المتحدة، المكسيك |                   |
| Laredo–Nuevo Laredo                                                                        | الولايات المتحدة، المكسيك | 775,481           |
| ريو غراندي سيتي - Camargo                                                                  | الولايات المتحدة، المكسيك |                   |
| Reynosa–McAllen Metropolitan Area                                                          | الولايات المتحدة، المكسيك | 1,500,000         |
| Matamoros–Brownsville Metropolitan Area                                                    | الولايات المتحدة، المكسيك | 1,136,995         |

### أمريكا الجنوبية
| البلديات الرئيسية                                    | بلدان                             | إجمالي عدد السكان |
| ---------------------------------------------------- | --------------------------------- | ----------------- |
| سان لوران دو ماروني - ألبينا (سورينام)               | غويانا الفرنسية (فرنسا), سورينام  |                   |
| سان جورج (غويانا الفرنسية) - أويابوكي                | غويانا الفرنسية (فرنسا), البرازيل |                   |
| سانتانا دو ليفرامينتو ‏ - ريفيرا (أوروغواي)           | البرازيل، الأوروغواي              |                   |
| Chuí - Chuy                                          | البرازيل، الأوروغواي              |                   |
| كورومبا - Puerto Suárez                              | البرازيل، بوليفيا                 |                   |
| ليتيسيا (أمازوناس) - تاباتينغا - Santa Rosa ‏         | كولومبيا - البرازيل - بيرو        |                   |
| Ponta Porã - بيدرو خوان كاباليرو                     | البرازيل، باراغواي                |                   |
| فوز دو إيغواسو - سيوداد ديل استي - بويرتو جواسيو     | البرازيل، باراغواي، الأرجنتين     | 800,000           |
| Bernardo de Irigoyen - Barracão - Dionísio Cerqueira | الأرجنتين، البرازيل               |                   |
| أوروغوايانا، ريو غراندي دو سول - باسو دي لوس ليبريس ‏ | البرازيل، الأرجنتين               |                   |
| كوكوتا - San Antonio del Táchira                     | كولومبيا، فنزويلا                 | 700,000           |

### آسيا
| البلديات الرئيسية                                                                    | بلدان                        | إجمالي عدد السكان |
| ------------------------------------------------------------------------------------ | ---------------------------- | ----------------- |
| آستارا - آستارا (أذربيجان)                                                           | إيران، أذربيجان              | 100,000           |
| البصرة - المحمرة (مدينة) - عبادان                                                    | العراق - إيران               | 2,000,000         |
| بلاغوفيشتشينسك (أمور أوبلاست) - خيخه                                                 | روسيا - الصين                | 400,000           |
| داندونغ - سينويجو                                                                    | الصين، كوريا الشمالية        | 1,000,000         |
| الظهران - محافظة الجبيل - المنامة                                                    | السعودية - البحرين           | 2,000,000         |
| فرغانة - Kyzyl-Kiya                                                                  | أوزبكستان - طاجيكستان        | 300,000           |
| مثلث النمو إندونيسيا سنغافورة ماليزيا (سنغافورة - جوهر بهرو - باتام - بنتان (جزيرة)) | سنغافورة، ماليزيا، إندونيسيا | 9,000,000         |
| ماكاو - زوهاي - جيانغمن                                                              | ماكاو - بر الصين الرئيسي     | 3,000,000         |
| Mukdahan - سافانخت                                                                   | تايلاند - لاوس               | 200,000           |
| بادانغ بسار - Padang Besar ‏                                                          | ماليزيا، تايلاند             | 20,000            |
| هونغ كونغ - شنجن (الصين)                                                             | هونغ كونغ - بر الصين الرئيسي | 19,000,000        |
| لاهور - أمريتسار                                                                     | باكستان - الهند              | 12,000,000        |
| القدس - بيت لحم - رام الله                                                           | دولة فلسطين، إسرائيل         | 1,000,000         |
| فيينتيان - Nong Khai                                                                 | لاوس - تايلاند               | 900,000           |
| كوالالمبور - باغانسيابيابي                                                           | ماليزيا - إندونيسيا          | 7,273,360         |

### أفريقيا
| البلديات الرئيسية | بلدان                                       | إجمالي عدد السكان |
| ----------------- | ------------------------------------------- | ----------------- |
| كينشاسا-برازافيل  | جمهورية الكونغو الديمقراطية-جمهورية الكونغو | 12,000,000        |
| غوما-جيسايني      | جمهورية الكونغو الديمقراطية-رواندا          | 1,000,000         |